# Status Quo B-Sides & Rarities
Status Quo B-Sides & Rarities è un album rarità del gruppo inglese Status Quo, uscito nel 1990.

## Il disco
Il disco raccoglie molte tra le incisioni dei primissimi anni di carriera del longevo gruppo inglese, con molti brani pubblicati come singoli in versione 45 giri, con i relativi “B side”.

## Tracce
Lato A disco 1
Brani incisi con la denominazione di The Spectres
1. I (Who Have Nothing) - 3:02 - (Donida/Mogol/Leiber/Stoller)
2. Neighbour, Neighbour - 2:38 - (Valier)
3. Hurdy Gurdy Man - 3:15 - (Lancaster/Barlow)
4. Laticia - 3:00 - (Lancaster)
5. (We Ain't Got) Nothin' Yet - 2:18 - (Gilber/Scala/Esposito)
6. I Want It - 3:01 - (Lynes/Coghlan/Rossi/Lancaster)

Lato B disco 1
Brani incisi con la denominazione di Traffic Jam
1. Almost but Not Quite There - 2:45 - (Barlow/Rossi)
2. Wait Just a Minute - 2:12 - (Lynes)

Brani incisi con la denominazione di Status Quo
1. Gentleman Joe's Sidewalk Café - 3:02 - (K. Young)
2. To Be Free - 2:37 - (Lynes)
3. When My Mind Is Not Alive - 2:50 - (Parfitt/Rossi)
4. Make Me Stay a Bit Longer - 2:53 - (Parfitt/Rossi)
5. Auntie Nellie - 3:17 - (Lancaster)

Lato A disco 2
1. The Price of Love - 3:17 - (D. & P. Everly)
2. Little Miss Nothing - 2:58 - (Rossi/Parfitt)
3. Down the Dustpipe - 2:03 - (Grossman)
4. Face Without a Soul - 3:07 - (Rossi/Parfitt)
5. In My Chair - 3:14 - (Rossi/Young)
6. Gerdundula - 3:19 - (Manston/James)

Lato B disco 2
1. Tune to the Music - 3:07 - (Rossi/Young)
2. Good Thinking Batman - 3:34 - (Sconosciuto)
3. Time to Fly - 4:17 - (Sconosciuto)
4. Do You Live in Fire - 2:14 - (Lancaster)
5. Josie (José) - 3:37 - (Di Mucci/Fasce)

## Formazione
- Francis Rossi (chitarra solista, voce)
- Rick Parfitt (chitarra ritmica, voce)
- Alan Lancaster (basso, voce)
- John Coghlan (percussioni)
- Roy Lynes (tastiere)